# ФК Загреб
НК Загреб је фудбалски клуб из Загреба, главног града Хрватске. Тренутно се такмичи у 4.ХНЛ средиште Загреб(пети ранг).
Надимак Песници је клуб стекао захваљујући свом стадиону у Крањчевићевој улици, названој по славном песнику Силвију Страхимиру Крањчевићу.

## Историја
Основан је године 1903. под називом ПНИШК (Први ногометни и шпортски клуб, као један од првих фудбалских клубова у Хрватској, тада у Аустроугарској.

## Стадион
НК Загреб игра на „Стадиону Крањчевићева“, капацитета 12.000 гледалаца.
Загреб је први клуб који је разбио превласт Хајдука и Динама у освајању хрватских титула првака, и први је хрватски клуб после 57 година који је постао државни првак, а да није био Хајдук или Динамо/Грађански. Тренер тог славног тима је био Златко Крањчар, а најбољи стрелац Ивица Олић.

## Навијачка група
ФК Загреб је некада имао навијаче који су се звали Бели Анђели (White Angels). Због њиховог неслагања са управом клуба одлучили су да не навијају више за ФК Загреб већ су почели да навијају за ФК Загреб 041.

## Биланс НК Загреб на вечној табели клубова уПЛХ
(од оснивања 1991/92)
| Плас. | Тим    | Број сезона | ИГ  | Д   | Н   | ИЗ  | ГД  | ГП  | ГР   | Бод |
| ----- | ------ | ----------- | --- | --- | --- | --- | --- | --- | ---- | --- |
| 3.    | Загреб | 17          | 531 | 219 | 136 | 176 | 776 | 662 | -114 | 793 |

## Успеси клуба
- Првенство Хрватске
  - Првак (1) :  2001/02.
  - Вицепрвак (2) : 1992, 1993/94.
- Куп Хрватске
  - Финалиста (1) : 1996/97.

## НК Загреб у европским такмичењима
| Сезона  | Такмичење                      | Ранг   | Земља              | Клуб             | Резултат |
| ------- | ------------------------------ | ------ | ------------------ | ---------------- | -------- |
| 1964/65 | Куп сајамских градова          | 1 коло | Аустрија           | Грац             | 3-2, 6-0 |
|         |                                | 2 коло | Италија            | Рома             | 1-1, 0-1 |
| 1965/66 | Куп сајамских градова          | 1 коло | Белгија            | Лијеж            | 0-1, 2-0 |
|         |                                | 2 коло | Румунија           | Steagul Rosu     | 1-1, 0-1 |
| 1969/70 | Куп сајамских градова          | 1 коло | Белгија            | Шарлроа          | 1-2, 1-3 |
| 1981    | Митропа куп                    | Група  | Чешка              | Татран Прешов    | 1-2, 1-5 |
|         |                                | Група  | Мађарска           | Чепел            | 0-0, 0-2 |
|         |                                | Група  | Италија            | Комо             | 0-2, 2-1 |
| 1995    | Интертото куп                  | Група  | Аустрија           | ЛАСК             | 0-0      |
|         |                                | Група  | Исланд             | ФК Кефлавик      | 0-0      |
|         |                                | Група  | Француска          | Мец              | 0-1      |
|         |                                | Група  | Шкотска            | Патрик           | 2-1      |
| 1997/98 | Куп победника купова у фудбалу | кв     | Северна Македонија | Слога Југомагнат | 2-1, 2-0 |
|         |                                | 1 коло | Норвешка           | Тромсо           | 3-2, 2-4 |
| 2001    | Интертото куп                  | 1 коло | Северна Македонија | Победа           | 1-2, 1-1 |
| 2002/03 | Лига шампиона                  | 2 коло | Мађарска           | Залаегерсег      | 0-1, 2-1 |
| 2003    | Интертото куп                  | 1 коло | Словенија          | Копар            | 0-1, 2-2 |
| 2007    | Интертото куп                  | 1 коло | Албанија           | Влазнија Скадар  | 2-1, 0-1 |

| Такмичење                     | ИГ. | Д | Н  | ИЗ. | ГД | ГП |
| ----------------------------- | --- | - | -- | --- | -- | -- |
| ECCC                          | 2   | 1 | 0  | 1   | 2  | 2  |
| Куп победника купова          | 4   | 3 | 0  | 1   | 9  | 7  |
| УЕФА куп                      | 0   | 0 | 0  | 0   | 0  | 0  |
| Европски суперкуп             | 0   | 0 | 0  | 0   | 0  | 0  |
| Интертото куп                 | 0   | 0 | 0  | 0   | 0  | 0  |
| Интерконтинентални куп (ЕУСА) | 10  | 2 | 4  | 4   | 8  | 10 |
| I. Укупно УЕФА такмичења      | 16  | 6 | 4  | 6   | 19 | 19 |
| Митропа куп                   | 6   | 1 | 1  | 4   | 4  | 12 |
| Куп сајамских градова         | 10  | 3 | 2  | 5   | 15 | 12 |
| II. Укупно остала такмичења   | 16  | 4 | 3  | 9   | 19 | 24 |
| Укупно I. + II.               | 32  | 7 | 10 | 15  | 38 | 43 |

## Познати играчи
- Бранко Зебец
- Златко Драчић
- Бошко Бурсаћ